# Schätzfunktion
Eine Schätzfunktion, auch Schätzstatistik oder kurz Schätzer, dient in der mathematischen Statistik dazu, aufgrund von vorhandenen empirischen Daten einer Stichprobe einen Schätzwert zu ermitteln und dadurch Informationen über unbekannte Parameter einer Grundgesamtheit zu erhalten.
Schätzfunktionen sind die Basis zur Berechnung von Punktschätzungen und zur Bestimmung von Konfidenzintervallen mittels Bereichsschätzern und werden als Teststatistiken in Hypothesentests verwendet. Sie sind spezielle Stichprobenfunktionen und können durch Schätzverfahren, z. B. die Kleinste-Quadrate-Schätzung, die Maximum-Likelihood-Schätzung oder die Momentenmethode, bestimmt werden.
Im Rahmen der Entscheidungstheorie können Schätzfunktionen auch als Entscheidungsfunktionen bei Entscheidungen unter Unsicherheit betrachtet werden.

## Formale Definition
Es sei
{\displaystyle T_{n}=h(X_{1},\dots ,X_{n})},
eine reellwertige Stichprobenfunktion (oder Statistik) basierend auf einer Zufallsstichprobe {\displaystyle X_{1},\dots ,X_{n}} aus einer Wahrscheinlichkeitsverteilung mit einem unbekannten skalaren Parameter {\displaystyle \theta }.
Beachte, dass Großbuchstaben Zufallsvariablen anzeigen: Somit sind {\displaystyle T_{n}} und die {\displaystyle X_{i}} Zufallsvariablen.
Wenn die Stichprobenfunktion {\displaystyle T_{n}} verwendet wird, um statistische Inferenz bzgl. {\displaystyle \theta } durchzuführen, heißt sie Schätzfunktion oder Schätzer für den Parameter {\displaystyle \theta }. Der konkrete Wert {\displaystyle t_{n}=h(x_{1},\dots ,x_{n})}, den ein Schätzer für eine Realisierung {\displaystyle x_{1},\dots ,x_{n}} der Zufallsstichprobe {\displaystyle X_{1},\dots ,X_{n}} annimmt, ist eine Realisierung der Zufallsvariablen {\displaystyle T_{n}}.
{\displaystyle t_{n}=h(x_{1},\dots ,x_{n})} wird als Schätzwert für den Parameter {\displaystyle \theta } bezeichnet. Falls der Stichprobenumfang {\displaystyle n} nicht relevant ist, schreibt man auch {\displaystyle T} statt {\displaystyle T_{n}} und {\displaystyle t} statt {\displaystyle t_{n}}.
Der Begriff Schätzung ist nicht eindeutig, er bezeichnet teils das Verfahren zur Ermittlung eines Schätzers, teils die Durchführung des Verfahrens zur Ermittlung eines Schätzwertes und teils einen Schätzwert.

### Beispiel
Die Zufallsvariablen {\displaystyle X_{1},\dots ,X_{n}} seien normalverteilt mit {\displaystyle X_{i}\sim {\mathcal {N}}(\theta ,1)} für {\displaystyle i=1,\dots ,n} mit unbekanntem Parameter {\displaystyle \theta \in \mathbb {R} }. Dann ist
{\displaystyle T_{n}={\bar {X}}_{n}={\frac {1}{n}}\sum _{i=1}^{n}X_{i}}
eine Schätzfunktion für den Parameter {\displaystyle \theta }. Die Schätzfunktion {\displaystyle T_{n}} ist eine Zufallsvariable, deren Wahrscheinlichkeitsverteilung typischerweise vom Parameter {\displaystyle \theta } und vom Stichprobenumfang {\displaystyle n} abhängt. Beispielsweise gilt {\displaystyle {\bar {X}}_{n}\sim {\mathcal {N}}(\theta ,1/n)}, falls die Zufallsvariablen {\displaystyle X_{1},\dots ,X_{n}} stochastisch unabhängig sind. Für realisierte Werte {\displaystyle x_{1},\dots ,x_{n}} ist
{\displaystyle t_{n}={\bar {x}}_{n}={\frac {1}{n}}\sum _{i=1}^{n}x_{i}}
ein Schätzwert für den Parameter {\displaystyle \theta }. Die reelle Zahl {\displaystyle {\bar {x}}_{n}} ist ein realisierter Wert der Zufallsvariablen {\displaystyle {\bar {X}}_{n}}.

## Grundkonzepte: Stichprobenvariablen und -funktionen
In der Regel befindet sich der Experimentierende in der Situation, dass er anhand endlich vieler Beobachtungen (einer Stichprobe) Aussagen über die zugrunde liegende Verteilung oder deren Parameter in der Grundgesamtheit treffen möchte.
Nur in seltenen Fällen lässt sich die Grundgesamtheit vollständig erheben (Total- oder Vollerhebung), sodass sie dann exakt die gewünschten Informationen liefert. Ein Beispiel für eine Vollerhebung ist die Arbeitslosenstatistik der amtlichen Statistik.
In den meisten Fällen kann jedoch die Grundgesamtheit nicht vollständig erhoben werden, z. B. weil sie zu groß ist. Interessiert man sich etwa für die mittlere Größe der 18-Jährigen in der EU, müsste man alle 18-Jährigen messen, was praktisch undurchführbar ist. Stattdessen wird nur eine Stichprobe, eine zufällige Auswahl von {\displaystyle n} Elementen, erhoben (Teilerhebung).

### Stichprobenvariable
An dieser Stelle setzt die statistische Modellierung an. Die Stichprobenvariable {\displaystyle X_{i}}, eine Zufallsvariable, beschreibt mit ihrer Verteilung die Wahrscheinlichkeit, mit der eine bestimmte Merkmalsausprägung bei der {\displaystyle i}-ten Ziehung aus der Grundgesamtheit auftritt. Jeder Beobachtungswert {\displaystyle x_{i}} ist die Realisierung einer Stichprobenvariable {\displaystyle X_{i}}.

### Stichprobenfunktion
Die Definition von Stichprobenvariablen {\displaystyle X_{i}} erlaubt die Definition von Stichprobenfunktionen analog z. B. zu Kennwerten aus der deskriptiven Statistik:
| Arithmetisches Mittel                                                      | Stichprobenfunktion                                                        |
| -------------------------------------------------------------------------- | -------------------------------------------------------------------------- |
| {\displaystyle {\overline {x}}:={\frac {1}{n}}(x_{1}+x_{2}+\ldots +x_{n})} | {\displaystyle {\overline {X}}:={\frac {1}{n}}(X_{1}+X_{2}+\ldots +X_{n})} |

Da jede Stichprobe aufgrund der Zufälligkeit anders ausfällt, sind auch diese Stichprobenfunktionen Zufallsvariablen, deren Verteilung von
- der Art der Ziehung der Stichprobe aus der Grundgesamtheit und
- der Verteilung des Merkmals in der Grundgesamtheit

abhängt.

### Stichprobenverteilung
Stichprobenverteilung ist eine Bezeichnung für die Wahrscheinlichkeitsverteilung einer Stichprobenfunktion.

## Schätzfunktionen

### Grundgedanke und Konzept der Schätzfunktion
Schätzfunktionen sind spezielle Stichprobenfunktionen, um Parameter oder Verteilungen der Grundgesamtheit zu bestimmen. Beeinflusst werden Schätzfunktionen unter anderem durch
- die Art der Ziehung der Stichprobe (z. B. Ziehen mit oder ohne Zurücklegen) und
- die Art der Schätzmethode (z. B. Methode der kleinsten Quadrate, Maximum-Likelihood-Methode oder Momentenmethode).

Man möchte letztlich versuchen, ausschließlich anhand des Wissens um das zu Grunde liegende Modell und die beobachtete Stichprobe etwa Intervalle anzugeben, die mit größter Wahrscheinlichkeit den wahren Parameter enthalten. Alternativ möchte man auch bei einer bestimmten Fehlerwahrscheinlichkeit testen, ob eine spezielle Vermutung über den Parameter (zum Beispiel, dass zu viele Gläser Kerne enthalten) bestätigt werden kann. Schätzfunktionen bilden in diesem Sinne die Basis für jede begründete Entscheidung über die Ausprägungen der Grundgesamtheit, die bestmögliche Wahl solcher Funktionen ist das Ergebnis der mathematischen Untersuchung.
Trifft man auf dieser Basis eine Entscheidung, z. B. geht die Lieferung zurück, besteht die Möglichkeit, dass die Entscheidung falsch ist. Es gibt folgende Fehlerquellen:
1. Die Stichprobe ist nicht repräsentativ für die Grundgesamtheit, d. h., sie spiegelt die Grundgesamtheit nicht wider.
2. Das Modell für die Zufallsvariablen {\displaystyle X_{i}} ist falsch.
3. Die Stichprobe könnte untypisch ausgefallen sein, so dass man die Lieferung fälschlicherweise ablehnt.

Dennoch besteht in der Praxis zumeist keine Alternative zu statistischen Verfahren dieser Art. Den zuvor genannten Problemen tritt man auf verschiedene Weisen entgegen:
1. Man versucht möglichst eine einfache Zufallsstichprobe zu ziehen.
2. Die Modelle für die Zufallsvariablen {\displaystyle X_{i}} werden zum einen möglichst groß gewählt (so dass das "richtige" Modell enthalten ist) und zum anderen wird die Schätzfunktion so gewählt, dass ihre Verteilung für viele Modelle berechenbar ist (siehe Zentraler Grenzwertsatz).
3. Aufgrund der Schätzfunktion wird eine Irrtumswahrscheinlichkeit angegeben.

### Formale Definition der Schätzfunktion
Grundlage einer jeden Schätzfunktion sind die Beobachtungen {\displaystyle x_{i}} eines statistischen Merkmals {\displaystyle X}. Modelltheoretisch wird dieses Merkmal idealisiert: Man geht davon aus, dass es sich bei den Beobachtungen in Wahrheit um Realisierungen von Zufallsvariablen {\displaystyle X_{i}} handelt, deren „wahre“ Verteilung und „wahre“ Verteilungsparameter unbekannt sind.
Um Informationen über die tatsächlichen Eigenschaften des Merkmals zu erhalten, erhebt man eine Stichprobe von {\displaystyle n} Elementen. Mit Hilfe dieser Stichprobenelemente schätzt man dann die gesuchten Parameter bzw. die gesuchte Verteilung (siehe Kerndichteschätzung).
Um also beispielsweise einen Parameter {\displaystyle \gamma } einer unbekannten Verteilung zu schätzen, hat man es formal mit einer Zufallsstichprobe vom Umfang {\displaystyle n} zu tun, es werden also {\displaystyle n} Realisierungen {\displaystyle x_{i}} ({\displaystyle i=1,\dotsc ,n}) der Zufallsvariablen {\displaystyle X_{i}} beobachtet. Die Zufallsvariablen {\displaystyle X_{i}} werden dann mittels einer Schätzmethode in einer geeigneten Schätzfunktion {\displaystyle g(X_{1},X_{2},\dotsc ,X_{n})} zusammengefasst. Formal wird dabei vorausgesetzt, dass {\displaystyle g} eine messbare Funktion ist.
Zur Vereinfachung der Berechnung der Schätzfunktion wird oft vorausgesetzt, dass die Zufallsvariablen {\displaystyle X_{i}} unabhängig voneinander und identisch verteilt sind, also die gleiche Verteilung und die gleichen Verteilungsparameter besitzen.

## Ausgewählte Schätzfunktionen
In der statistischen Praxis wird oft nach den folgenden Parametern der Grundgesamtheit gesucht:
- den Mittelwert {\displaystyle \mu } und
- der Varianz {\displaystyle \sigma ^{2}} eines metrischen Merkmals sowie
- dem Anteilswert {\displaystyle \pi } einer dichotomen Grundgesamtheit.

### Schätzfunktionen und Schätzwert für den Mittelwert
Der Erwartungswert {\displaystyle \mu } wird in der Regel mit dem arithmetischen Mittel der Stichprobe geschätzt:
| Schätzfunktion                                                     | Schätzwert                                                                       |
| ------------------------------------------------------------------ | -------------------------------------------------------------------------------- |
| {\displaystyle {\overline {X}}={\frac {1}{n}}\sum _{i=1}^{n}X_{i}} | {\displaystyle {\hat {\mu }}={\overline {x}}={\frac {1}{n}}\sum _{i=1}^{n}x_{i}} |

Ist die Verteilung symmetrisch, kann auch der Median der Stichprobe als Schätzwert für den Erwartungswert verwendet werden:
| Schätzfunktion                                                    | Schätzwert                                                                      |
| ----------------------------------------------------------------- | ------------------------------------------------------------------------------- |
| {\displaystyle Z=X_{\left\lfloor {\frac {n+1}{2}}\right\rfloor }} | {\displaystyle {\hat {\mu }}=z=x_{\left\lfloor {\frac {n+1}{2}}\right\rfloor }} |

wobei {\displaystyle \left\lfloor \;\right\rfloor } die untere Gaußklammer bezeichnet. Der Median ist also der Wert derjenigen Zufallsvariable, die nach Sortierung der Daten "in der Mitte" liegt. Es befinden sich also zahlenmäßig genauso viele Werte oberhalb wie unterhalb des Median.
Welche Schätzfunktion im Falle symmetrischer Verteilungen besser ist, hängt von der betrachteten Verteilungsfamilie ab.

### Schätzfunktionen und Schätzwert für die Varianz
Für die Varianz der Grundgesamtheit {\displaystyle \sigma ^{2}} verwendet man als Schätzfunktion meist die korrigierte Stichprobenvarianz:
| Schätzfunktion                                                                       | Schätzwert                                                                                                |
| ------------------------------------------------------------------------------------ | --- |
| {\displaystyle S_{n}^{2}={\frac {1}{n-1}}\sum _{i=1}^{n}(X_{i}-{\overline {X}})^{2}} | {\displaystyle {\hat {\sigma }}^{2}=s_{n}^{2}={\frac {1}{n-1}}\sum _{i=1}^{n}(x_{i}-{\overline {x}})^{2}} |

Typische andere Vorfaktoren sind auch {\displaystyle {\frac {1}{n}}} und {\displaystyle {\frac {1}{n+1}}}. Alle diese Schätzer sind zwar asymptotisch äquivalent, werden aber je nach Art der Stichprobe unterschiedlich benutzt (siehe auch Stichprobenvarianz (Schätzfunktion)).

### Schätzfunktionen und Schätzwert für den Anteilswert
Man betrachtet hier das Urnenmodell mit zwei Sorten Kugeln. Es soll der Anteilswert der Kugeln erster Sorte in der Grundgesamtheit geschätzt werden. Als Schätzfunktion verwendet man den Anteil der Kugeln erster Sorte in der Stichprobe.
| Schätzfunktion                                                         | Schätzwert                                                       |
| ---------------------------------------------------------------------- | ---------------------------------------------------------------- |
| {\displaystyle \Pi ={\frac {X}{n}}={\frac {1}{n}}\sum _{i=1}^{n}X_{i}} | {\displaystyle {\hat {\pi }}={\frac {1}{n}}\sum _{i=1}^{n}x_{i}} |

mit {\displaystyle X}: Zahl der Kugeln erster Sorte in der Stichprobe und {\displaystyle X_{i}} eine binäre Zufallsvariable: Kugel der ersten Sorte in der {\displaystyle i}-ten Ziehung gezogen ({\displaystyle X_{i}=1}) oder nicht gezogen ({\displaystyle X_{i}=0}).
Die Verteilung von {\displaystyle \Pi } ist eine Binomialverteilung im Modell mit Zurücklegen und eine hypergeometrische Verteilung im Modell ohne Zurücklegen.

## Verteilung der Schätzfunktionen
Die Verteilung der Schätzfunktionen hängt natürlich von der Verteilung des Merkmals in der Grundgesamtheit ab.
Seien {\displaystyle X_{1},X_{2},\dots ,X_{n}} unabhängig und identisch normalverteilte Zufallsvariablen mit Erwartungswert {\displaystyle \mu } und Varianz {\displaystyle \sigma ^{2}}. Der Schätzer {\displaystyle {\overline {X}}} (Stichprobenmittel) als lineare Transformation der {\displaystyle X_{i}} besitzt dann die Verteilung
{\displaystyle {\overline {X}}\sim {\mathcal {N}}\left(\mu ;{\frac {\sigma ^{2}}{n}}\right)}.
Der Varianzschätzer {\displaystyle S_{n}^{2}} enthält eine Quadratsumme von bezüglich {\displaystyle {\overline {X}}} zentrierten normalverteilten Zufallsvariablen. Deshalb ist der Ausdruck
{\displaystyle {\frac {(n-1)S_{n}^{2}}{\sigma ^{2}}}\sim \chi ^{2}(n-1)}
Chi-Quadrat-verteilt mit {\displaystyle (n-1)} Freiheitsgraden.
Ist die Verteilung des Merkmals unbekannt, kann bei Vorliegen der Voraussetzung des zentralen Grenzwertsatzes die Verteilung der Schätzfunktion näherungsweise mit der Normalverteilung oder einer ihrer abgeleiteten Verteilungen angegeben werden.

## Gütekriterien von Schätzfunktionen

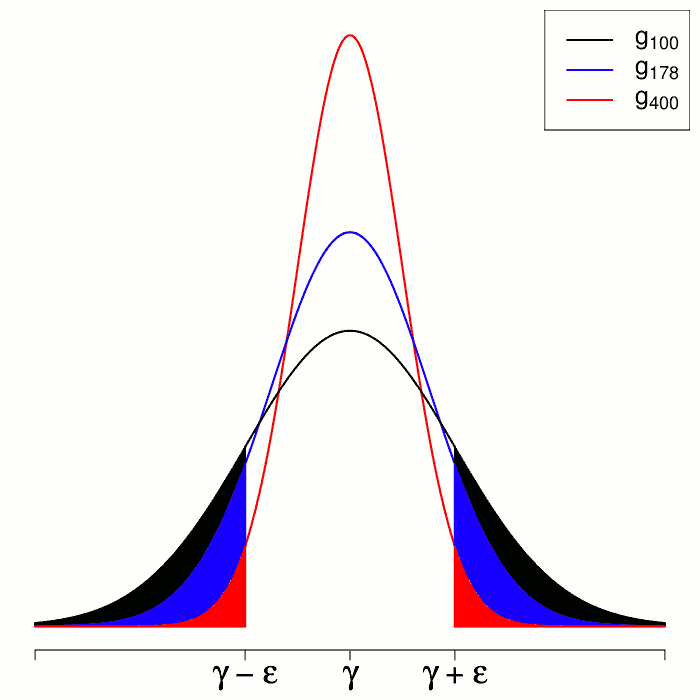
Wahrscheinlichkeitsdichten für die konsistenten Schätzfunktionen. Mit steigendem Stichprobenumfang wird der unbekannte Parameter immer genauer geschätzt.

### Erwartungstreue
Eine erwartungstreue Schätzfunktion ist im Mittel (Erwartungswert) gleich dem wahren Parameter {\displaystyle \gamma }:
{\displaystyle \ \operatorname {E} (g_{n})=\gamma }.
Weicht {\displaystyle \ \operatorname {E} (g_{n})} hingegen systematisch von {\displaystyle \gamma } ab, ist der Schätzer verzerrt (englisch biased). Die Verzerrung eines Schätzers {\displaystyle \operatorname {Bias} (g_{n})} errechnet sich dabei zu
{\displaystyle \operatorname {Bias} (g_{n})=\operatorname {E} (g_{n})-\gamma =\operatorname {E} (g_{n}-\gamma )}.
Für eine lediglich asymptotisch erwartungstreue Schätzfunktion dagegen muss nur gelten:
{\displaystyle \lim _{n\to \infty }\operatorname {E} (g_{n})=\gamma }

### Konsistenz
Eine Schätzfunktion heißt konsistent, wenn für jedes {\displaystyle \varepsilon >0} gilt:
{\displaystyle \lim _{n\to \infty }P(|g_{n}-\gamma |>\varepsilon )=0}.
mit {\displaystyle g_{n}=g(X_{1},X_{2},\dotsc ,X_{n})}. Man spricht hier von stochastischer Konvergenz.
Die Grafik illustriert den Prozess: Für jedes {\displaystyle \varepsilon >0} müssen die ausgefüllten Flächen mit steigendem Stichprobenumfang immer kleiner werden.
Mit einfachen Worten: Eine konsistente Schätzfunktion nähert sich mit wachsendem {\displaystyle n} immer mehr dem wahren Parameter {\displaystyle \gamma } an (schätzt den wahren Parameter immer genauer).
Konsistente Schätzfunktionen müssen daher mindestens asymptotisch erwartungstreu (s. o.) sein.
Diese Eigenschaft ist grundlegend für die gesamte induktive Statistik; sie garantiert, dass eine Erhöhung des Stichprobenumfangs genauere Schätzungen, kleinere Konfidenzintervalle oder kleinere Annahmebereiche der {\displaystyle H_{0}} in Hypothesentests ermöglicht.

### Minimale Varianz, Effizienz
Die Schätzfunktion soll eine möglichst kleine Varianz haben. Die Schätzfunktion {\displaystyle g_{n}^{*}} aus allen erwartungstreuen Schätzfunktionen {\displaystyle g_{n}}, welche die kleinste Varianz hat, wird dabei als effiziente, beste oder wirksamste Schätzfunktion bezeichnet:
{\displaystyle \operatorname {Var} (g_{n}^{*})\leq \min _{g_{n}}\operatorname {Var} (g_{n})}.
Unter bestimmten Bedingungen kann durch die Cramér-Rao-Ungleichung auch eine untere Grenze für {\displaystyle \operatorname {Var} (g_{n})} angegeben werden. Das heißt, für eine Schätzfunktion kann gezeigt werden, dass es keine effizienteren Schätzfunktionen geben kann; höchstens noch genauso effiziente Schätzfunktionen.

### Mittlerer quadratischer Fehler
Die Genauigkeit einer Schätzfunktion bzw. eines Schätzers wird oft durch seinen mittleren quadratischen Fehler (englisch mean squared error) ausgedrückt. Eine (dabei nicht notwendigerweise auch erwartungstreue) Schätzfunktion sollte daher stets einen möglichst kleinen mittleren quadratischen Fehler aufweisen, der sich rechnerisch als Erwartungswert der quadratischen Abweichung des Schätzers {\displaystyle g_{n}} vom wahren Parameter {\displaystyle \gamma } bestimmen lässt:
{\displaystyle \mathrm {MSE} (g_{n})=\operatorname {E} {\bigl [}(g_{n}-\gamma )^{2}{\bigr ]}={\bigl (}\operatorname {E} [g_{n}-\gamma ]{\bigr )}^{2}+\operatorname {E} {\bigl [}(g_{n}-E(g))^{2}{\bigr ]}=(\operatorname {Bias} (g_{n}))^{2}+\operatorname {Var} (g_{n})}
Wie zu sehen, ist der mittlere quadratische Fehler eines nicht erwartungstreuen Schätzers die Summe seiner Varianz und des Quadrats der Bias (Verzerrung); für erwartungstreue Schätzer dagegen sind Varianz und MSE gleich groß.